# Delaware and Hudson
Le Delaware and Hudson (sigle AAR : DH) était un chemin de fer américain de classe I qui opérait dans le Nord-Est du pays. Depuis 1991, il est devenu une filiale du Canadien Pacifique. Ce dernier assume toutes les opérations, et le D&H ne possède désormais ni locomotives ni wagons.
Anciennement il constituait une importante ligne de liaison entre New York et Montréal, au Québec. La compagnie débuta sous le nom de Delaware and Hudson Canal Company; elle avait creusé un canal qui partait de Kingston, New York sur le fleuve Hudson, se dirigeait vers le sud-est jusqu'à Port Jervis sur le fleuve Delaware, puis traversait les réserves de charbon anthracite jusqu'à Cardondale, Pennsylvanie. La compagnie du Canal construisit ensuite un chemin de fer, l'un des tout premiers des États-Unis, connu ensuite sous le nom de Delaware and Hudson Company, puis de Delaware and Hudson Railroad jusqu'en 1968.
Le D&H se surnomme "la plus vieille compagnie américaine de transport n'ayant jamais interrompu son exploitation" ("America's oldest continually operated transportation company").

## Histoire

### Delaware and Hudson Canal Company
Au début des années 1820, un marchand de Philadelphie, William Wurts, qui avait exploré les régions peu peuplées du Nord-Est de la Pennsylvanie, réalisa la valeur des importants gisements d'anthracite. Il intéressa son frère à l'idée de creuser un canal pour faciliter le transport jusqu'à New York, laquelle ressentait les effets de la restriction des importations de charbon bitumineux britannique dont elle dépendait. La Delaware and Hudson Canal Company fut enregistrée sous des législations distinctes dans les États de New York et de Pennsylvanie en 1823, autorisant William Wurts et son frère Maurice à construire le Delaware and Hudson Canal. En janvier 1825, sa démonstration publique de chauffage au charbon dans un café de Wall Street, permit de lever un million de dollars, et ce fut la première fois qu'une compagnie américaine reçut une capitalisation aussi élevée.
Le premier coup de pioche fut donné le 13 juillet 1825, et le canal fut ouvert à la navigation en octobre 1828. Il partait de la rivière Rondout (en) au lieu-dit Creeklocks, situé entre Kingston (à la confluence du Rondout et du fleuve Hudson) et Rosendale. De là, il progressait vers le sud-ouest le long du Rondout jusqu'à Ellenville, avant de poursuivre par la vallée de la rivière Sandburg, Homowack Kill, Basher Kill et la rivière Neversink jusqu'à Port Jervis sur le fleuve Delaware. De là, le canal partait vers le nord-ouest sur la rive new-yorkaise du fleuve Delaware; à Minisink Ford, le pont-canal de Roebling permettait de traverser le fleuve Delaware pour arriver à Lackawaxen, Pennsylvanie. Il suivait ensuite la rive nord de la Lackawaxen jusqu'à Honesdale.
Pour acheminer l'anthracite de la mine de Wurts (située dans les Moosic Mountains près de Carbondale) vers le canal à Honesdale, la compagnie construisit une voie ferrée par gravité. L'État de Pennsylvanie autorisa sa construction le 8 avril 1826. Le 8 août 1829, la Stourbridge Lion du D&H, marqua l'histoire en tant que première locomotive à rouler sur des rails aux États-Unis. Des extensions s'ouvrirent en direction de l'ouest pour relier de nouvelles mines à Archbald en 1843, à Valley Junction en 1858, à Providence en 1860 et à Scranton en 1863. Un service voyageurs commença à l'ouest de Carbondale en 1860. Le canal était une entreprise fructueuse dès le début de son exploitation, mais le management de la compagnie réalisa que le chemin de fer serait le transport du futur, et elle commença à investir dans le matériel roulant et les voies ferrées. En 1898 le canal transporta son dernier chargement de charbon, puis fut asséché et vendu. L'année suivante la compagnie retira le mot "Canal" de son nom. Les segments restant du canal furent désignés « construction historique nationale » en 1968.

### Delaware and Hudson Company
Avec la montée de la popularité du chemin de fer, la compagnie de canal reconnut l'importance de remplacer le canal par le chemin de fer.
Le premier pas en ce sens fut le Jefferson Railroad, une ligne enregistrée en 1864, reliant Carbondale à New York, louée par l'Erie Railroad en 1869 et ouverte en 1872. Cette portion partait de Lanesboro, Pennsylvanie, situé sur la ligne principale de l'Erie Railway pour relier Carbondale plus au sud. Une autre portion reliait Honesdale, situé à l'autre extrémité de la ligne de chemin de fer par gravité du D&H, à Hawley situé sur la ligne du Pennsylvania Coal Company Railroad, filiale de l'Erie. Le Jefferson Railroad (et à travers lui, l'Erie) obtint des droits de circulation sur le D&H entre ses deux sections, et le D&H reçut quant à lui des droits vers Lanesboro.
L'autre partie de la ligne principale était constituée par l'Albany and Susquehanna Railroad, qui fut loué par le D&H le 24 février 1870, ainsi que par le Lackawanna and Susquehanna Railroad (enregistré en 1867 et ouvert en 1872). L'Albany and Susquehanna avait une ligne entre Albany, New York et Binghamton, tandis que le Lackawanna and Susquehanna se séparait de cette ligne à Nineveh et descendait vers le sud pour rejoindre le Jefferson Railroad à Lanesboro.
Également loué dès 1870, le Schenectady and Duanesburg Railroad (initialement appelé, lors de son ouverture en 1872 et jusqu'en 1873, Schenectady and Susquehanna Railroad), permettait de relier l'Albany and Susquehanna Railroad via Duanesburg vers Schenectady. En 1870, le Valley Railroad ouvrit une ligne qui n'était plus à gravité entre Scranton et Carbondale. Le 1er mars 1871, le D&H loua le Rensselaer and Saratoga Railroad, lequel avec ses locations de lignes apportait un réseau qui s'étendait d'Albany et Schenectady vers Saratoga Springs au nord, et continuait vers Rutland au nord-est; Rutland était également atteint par une route plus à l'est grâce à des droits de passages sur le Troy and Boston Railroad situé à l'ouest d'Eagle Bridge. Le D&H prit un quart des intérêts du Troy Union Railroad. Le 1er mars 1873, le D&H s'empara du New York and Canada Railroad (issu de la fusion du Whitehall and Plattsburgh Railroad et du Montreal and Plattsburg Railroad), lequel avait été contrôlé par le Rutland Railroad. Cela procura en 1875 une extension au nord de Whitehall vers la frontière avec le Québec. Un embranchement ouvrit en 1876 vers Rouses Point. Les lignes du Grand Tronc prolongeaient chacune de ces deux branches vers Montréal au nord. Le D&H obtint des droits de passages sur le Lehigh and Susquehanna Railroad en 1886, ce qui permit d'étendre la ligne principale de Scranton vers Wilkes-Barre au sud-ouest. Le 11 juillet 1889, le D&H acheta l'Adirondack Railway, dont la longue ligne partait de Saratoga Springs pour longer le fleuve Hudson vers le nord.
Le canal fut utilisé pour la dernière fois le 5 novembre 1891, et le chemin de fer par gravité fut fermé le 3 janvier 1899. Le 28 avril 1899, le nom fut changé en Delaware and Hudson Company pour refléter la perte du canal qui fut vendu en juin de cette année. Entre Port Jackson, NY et Ellenville, le droit de passage pour le canal fut utilisé par l'Ellenville and Kingston Railroad, enregistré en 1901 et ouvert en 1902, lequel constituait un nouvel embranchement du New York, Ontario and Western Railway. En 1903, le D&H organisa le Chateaugay and Lake Placid Railway comme consolidation du Chateaugay Railroad, du Chateaugay Railway et du Saranac and Lake Placid Railway. Ainsi conjointement avec le Plattsburgh and Dannemora Railroad, lequel avait été loué par le Chateaugay Railroad, un long embranchement fut réalisé entre Plattsburgh et Lake Placid au sud-ouest.
En 1906, le D&H acheta le Quebec Southern Railway et le South Shore Railway pour les fusionner et créer le Quebec, Montreal and Southern Railway. Cette ligne partait de St. Lambert, un quartier de Montréal, pour rejoindre Fortierville, ce qui représentait une bonne partie de la route vers la ville de Québec. Le D&H vendit cette ligne au Canadien National en 1929.
Le D&H incorpora le Napierville Junction Railway en 1906 pour continuer la ligne au nord de Rouses Point vers St. Constant Junction près de Montréal, à partir duquel le D&H obtint des droits de passage sur le Grand Tronc vers Montréal. Cette ligne ouvrit en 1907 et faisait partie de la route la plus courte entre New York et Montréal. En 1912, le D&H incorpora le Wilkes-Barre Connecting Railroad, qui permit lors de son ouverture en 1915, d'avoir une connexion plus directe entre Scranton et Wilkes-Barre.
Le 1er avril 1930, la propriété du Delaware and Hudson Company fut transférée au Delaware and Hudson Railroad, enregistré le 1er décembre 1928. En 1938, le D&H fonctionnait comme une zone de transit, en acheminant de grosses quantités de fret entre les différents réseaux qui s'y connectaient.

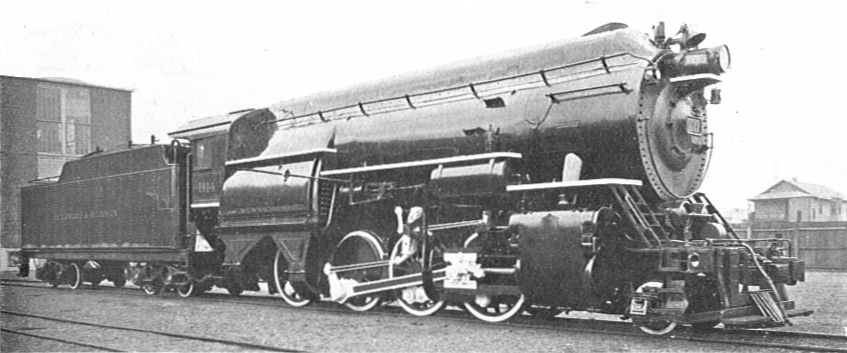
locomotive à vapeur du D&H de 1928

### Delaware and Hudson Railway

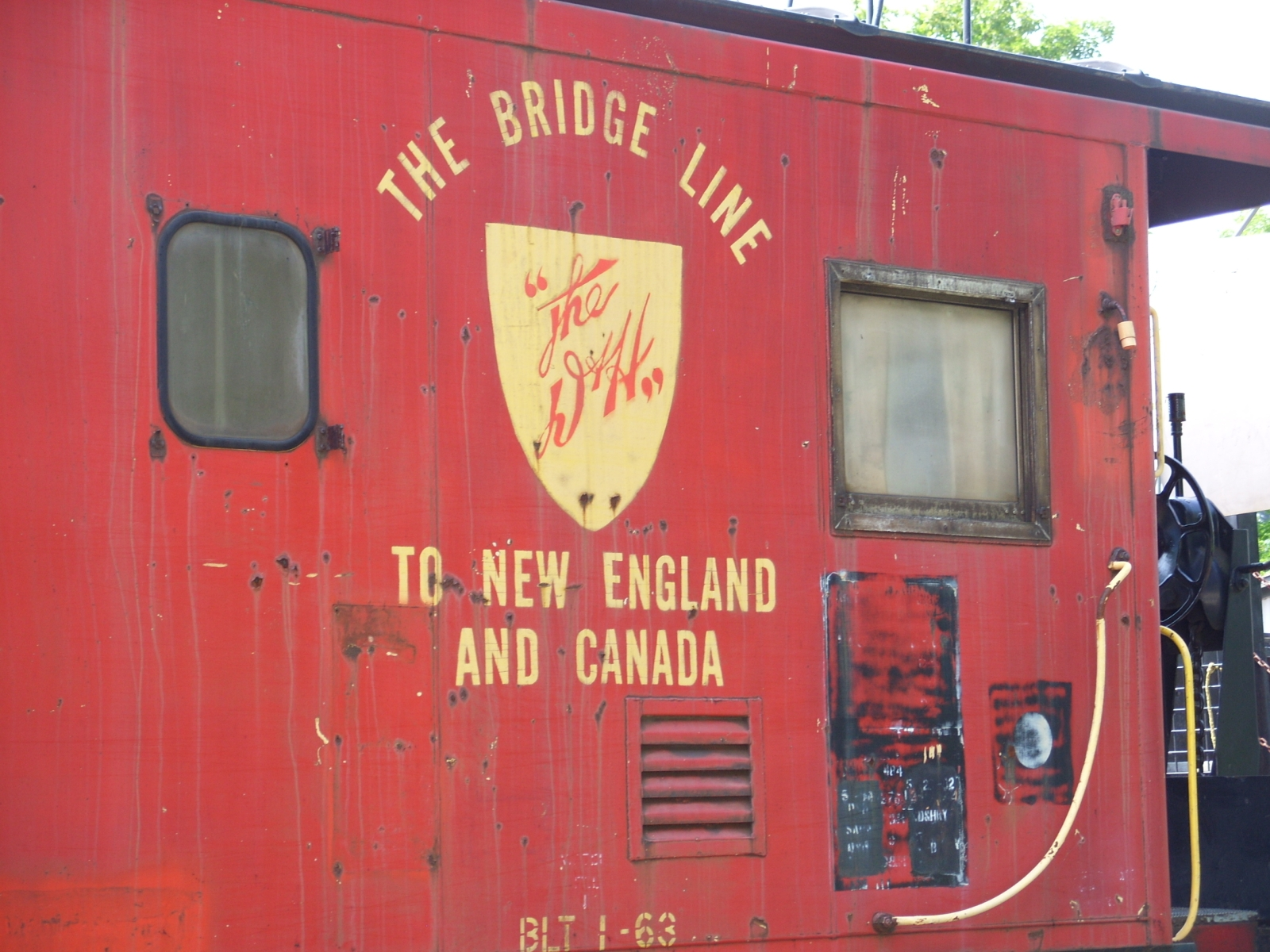
Wagon de queue du D&H, "Pont vers la Nouvelle-Angleterre et le Canada".

En 1968 le Norfolk and Western Railway, via sa filiale Dereco, racheta le D&H Railroad qui fut réorganisé en Delaware and Hudson Railway, ainsi que l'Erie Lackawanna Railway. Faisant suite aux banqueroutes de nombreux chemins de fer du nord-est des États-Unis dans les années 1970, incluant le D&H et l'Erie Lackawanna, le Norfolk and Western finit par se désengager des 2 compagnies détenues par Dereco. L'Erie Lackawanna fut intégré au Consolidated Rail Corporation (Conrail) nouvellement créé par le gouvernement fédéral en 1976, tandis que le D&H retrouva son indépendance. La création de Conrail permit au D&H de recevoir des droits de passage sur une grande partie de ce nouveau réseau, ce qui l'autorisait d'aller jusqu'à Philadelphie et Washington, en utilisant les anciennes lignes du Delaware, Lackawanna and Western Railroad et du Lehigh Valley Railroad. De plus, Conrail vendit au D&H, la ligne superflue de l'ex DL&W située entre Binghamton et Taylor (Pennsylvania). Cela autorisa le D&H à abandonner sa Penn Division située entre Carbondale et Jefferson Junction où se faisait une connexion avec l'ex-Erie Railroad / Erie Lackawanna Railway. La portion vers Nineveh fut abandonnée plus tard, lorsque le Belden Hill tunnel fut élargi.

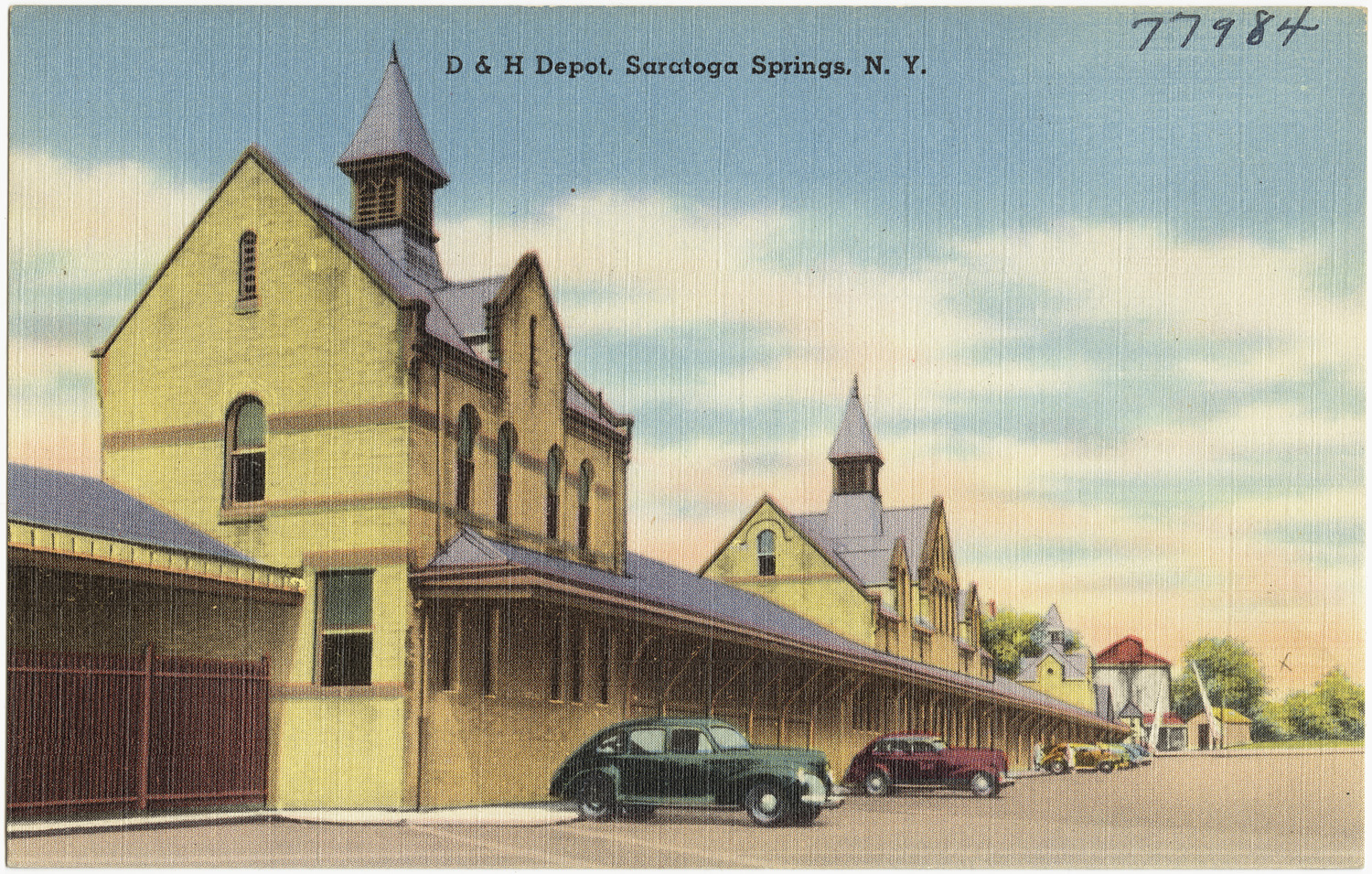
Gare du Delaware & Hudson à Saratoga Springs, New York, environ 1930-1940.

En 1984, Guilford Rail System racheta le D&H pour mettre en place un chemin de fer régional plus vaste, allant du Maine et du Nouveau-Brunswick à l'est, de New York et du Midwest à l'ouest, de Montréal au nord et de Philadelphie / Washington au sud. Pour seulement 500 000 dollars, Guilford racheta le D&H en bloc. Le prix reflétait l'abominable état des finances et de l'équipement. À la date de l'achat, le D&H était dans un état désastreux, et dépendait de l'argent public pour continuer sa petite exploitation de fret. Les plans destinés à améliorer le trafic ne se réalisèrent pas, et Guilford déclara la banqueroute du D&H en 1988, et abandonna son exploitation. Le comté de Lackawanna en Pennsylvanie, racheta la ligne Carbondale / Scranton qui desservait un nombre croissant d'industries dans la vallée, sous les auspices du Delaware Lackawanna Railroad désigné comme opérateur. Devant l'incertitude du D&H, le gouvernement fédéral accorda au New York, Susquehanna and Western Railway le droit d'exploiter de D&H jusqu'à ce qu'un acheteur fût trouvé. Guilford revendiqua que le D&H avait 70 millions de dollars de capital au moment de sa banqueroute.
En 1991, le Canadien Pacifique racheta le D&H pour apporter à son réseau transcontinental, une connexion entre Montréal et la région de New York. Sous le CP, l'état des voies de l'ancien D&H fut significativement amélioré et les voies en excès furent enlevées. Cependant entre 1996 et 2000, le D&H fut à nouveau dans l'incertitude, lorsque le CP le plaça, avec d'autres lignes de l'est des États-Unis et du Canada qui perdaient de l'argent, dans une compagnie séparée baptisée St. Lawrence and Hudson Railway. Le StL&H fut réintégré au CP via sa filiale SOO en 2001, et la connexion du D&H vers New York commença à montrer sa valeur.
Le D&H connut au cours de son histoire des difficultés à générer de l'argent. Construit initialement comme route du charbon, il rencontra des difficultés à rester profitable quand cette activité déclina. De nos jours, il circule dans une des régions de l'État de New York les plus rurales, et peu de clients industriels subsistent entre Binghamton et Rouses Point. Actuellement[Quand ?], il semble que l'avenir soit le meilleur que le D&H n'ait vu depuis longtemps. Avec une connexion à l'ex New York Central Railroad (CSX Transportation), et des accords de transport avec d'autres chemins de fer, le trafic a fortement progressé. Récemment le CP a commencé à utiliser ses nouvelles locomotives à courant alternatif de grande puissance, à la place des SD40-2. C'est une indication de la croissance importante du service. Il y a aussi des projets pour moderniser le D&H.

## Les particularités
Surnommé "The Bridge Line to New England" ou simplement "The Bridge Line", le D&H présente des particularités uniques dans l'histoire des chemins de fer nord-américains: 
- Enregistrée en 1823, le Delaware and Hudson Canal Co. est la plus ancienne compagnie de transport des États-Unis. Le D&H se surnomme lui-même "the America's oldest continually operated transportation company";
- autre caractéristique, en 1829, le D&H mit en circulation la première locomotive à vapeur des États-Unis, the Stourbridge Lion.

Le D&H fut un fidèle client d'Alco puisqu'il desservait le quartier général d'Alco à Schenectady, New York. Le D&H fut aussi un des premiers à adopter les locomotives Northern de type 4-8-4 pour les trains de voyageurs, et les Challengers de type 4-6-6-4 pour les trains de fret. Les Challengers étaient si performantes sur le D&H, que d'autres réseaux, comme le Clinchfield Railroad, en commandèrent.
Durant la période diesel, le D&H fut réputé pour son utilisation de 4 locomotives Alco PA de l'ex-Atchison, Topeka and Santa Fe Railway pour ses trains de voyageurs; elles reçurent la livrée classique du D&H: bleu et gris argent avec une bande jaune. La même livrée fut appliquée aux 2 locomotives Baldwin RF-16 acquises auprès du Monongahela Railway en août 1974.

## Les embranchements
- Baltimore Coal and Union Railroad 
- Northern Coal and Iron Company 
- Plymouth and Wilkes-Barre Railroad and Bridge 
- Oak Point Link 

## Traduction
- (en) Cet article est partiellement ou en totalité issu de l’article de Wikipédia en anglais intitulé « Delaware and Hudson Railway » (voir la liste des auteurs).